# کوه باکره
کوه باکره (به انگلیسی: Virgin Mountain) یک فیلم درام ایسلندی محصول سال ۲۰۱۵ میلادی به کارگردانی داگور کاری با بازی گونار جانسون و ایلمور کریستیان‌دوتیر است. عنوان ایسلندی این فیلم Fúsi است[fu:sɪ]‏. اولین نمایش جهانی در شصت و پنجمین جشنواره بین‌المللی فیلم برلین انجام شد، جایی که فیلم در ۹ فوریه ۲۰۱۵ در برنامه ویژه برلیناله به نمایش درآمد. در ۲۰ مارس ۲۰۱۵در سینماهای ایسلند اکران شد. این فیلم برنده جوایز بهترین داستان، بازیگر و فیلمنامه در جشنواره فیلم ترایبکا ۲۰۱۵شد. این فیلم برنده جایزه فیلم شورای نوردیک ۲۰۱۵شد.

## خلاصه داستان
این فیلم داستان مرد ایسلندی ۴۰ ساله ای را روایت می‌کند که با مادرش زندگی می‌کند و به عنوان کارمند زمینی در فرودگاهی نزدیک کار می‌کند. او در اوقات فراغت خود از جمله گوش دادن به رادیو و لذت بردن از وعده‌های غذایی، مشغول بازسازی میادین جنگ روی میز است. در جشن تولد ۴۲ سالگی‌ش، فوسی زمانی که در یک کلاس رقص ثبت نام می‌کند، از کارهای روزمره خود استراحت می‌کند. او عاشق می‌شود، اما دوست دختر افسرده اش او را ترک می‌کند. او به دوست دختر سابقش کمک می‌کند تا با بازسازی یک زباله دانی در یک مغازه گل فروشی، خوشبختی پیدا کند. فوسی در آستانه بازگشت به روال خود تصمیم می‌گیرد تغییراتی را برای خود ایجاد کند و به مصر سفر می‌کند.